# Sant Jaume de Llierca
Sant Jaume de Llierca är en ort i Spanien.   Den ligger i provinsen Província de Girona och regionen Katalonien, i den östra delen av landet, 600 km öster om huvudstaden Madrid. Sant Jaume de Llierca ligger 230 meter över havet och antalet invånare är 725.
Terrängen runt Sant Jaume de Llierca är huvudsakligen kuperad. Sant Jaume de Llierca ligger nere i en dal. Runt Sant Jaume de Llierca är det glesbefolkat, med 9 invånare per kvadratkilometer. Närmaste större samhälle är Olot, 11,1 km väster om Sant Jaume de Llierca. I omgivningarna runt Sant Jaume de Llierca växer i huvudsak blandskog.